# هنري سميث (سياسي كندي، مواليد 1812)
هنري سميث هو سياسي كندي، ولد في 23 أبريل 1812 في لندن في المملكة المتحدة، وتوفي في 18 سبتمبر 1868 في كينغستون في كندا. نشط حزبياً في حزب أونتاريو المحافظ التقدمي. وقد انتخب عضو برلمان مقاطعة أونتاريو (1841 – 1861).